# Noel Arambulet
Noel Arambulet (ur. 18 maja 1974 r.) – wenezuelski bokser, były dwukrotny mistrz świata WBA w kategorii słomkowej.

## Kariera zawodowa
Jako zawodowiec zadebiutował 18 listopada 1996 r. Do końca 1998 r. stoczył 12 pojedynków, z których 10 wygrał, 1 zremisował i 1 przegrał, zdobywając pas WBA Fedelatin w wadze junior muszej. 10 kwietnia 1999 r., Wenezuelczyk doznał pierwszej porażki w karierze, przegrywając niejednogłośnie na punkty z Jose Bernalem. 9 października zmierzył się z Filipińczykiem Jomarie Gamboą, a stawką walki było mistrzostwo świata WBA w wadze słomkowej. Arambulet zwyciężył jednogłośnie na punkty (118-110, 117-111, 117-111), zdobywając pas.
4 marca 2000 r. w pierwszej obronie mistrzostwa zmierzył się ze swoim jedynym pogromcą, Jose Bernalem. Wenezuelczyk zwyciężył jednogłośnie na punkty (119-108, 116-112, 116-113), udanie broniąc mistrzostwa. 20 sierpnia przystąpił do kolejnej obrony. Rywalem Arambuleta był ponownie Gamboa, którego Wenezuelczyk pokonał w 1999 r. Arambulet stracił tytuł już przed walką, bo nie zmieścił się w limicie wagowym, więc tytuł był tylko dla Filipińczyka, jeśli zwyciężyłby. Noel przegrał niejednogłośnie na punkty (114-116, 115-116, 116-114), doznając drugiej porażki w karierze.
18 maja 2002 r. zwyciężył jednogłośnie na punkty rodaka Juana Landaeta, zapewniając sobie pojedynek o mistrzostwo świata WBA w kategorii słomkowej. 29 lipca zmierzył się z Japończykiem Keitarō Hoshino, mistrzem WBA. Wenezuelczyk zwyciężył na punkty decyzją większości (117-112, 117-111, 114-114), zdobywając po raz drugi mistrzostwo świata. 20 grudnia doszło do rewanżu w Osace. Po raz kolejny, decyzją większości (115-113, 115-113, 115-115) zwyciężył Arambulet, broniąc tytułu po raz pierwszy.
12 lipca 2003 r. w kolejnej obronie pasa, Arambulet zmierzył się z Japończykiem Yutaką Niidą. Wenezuelczyk zwyciężył niejednogłośnie na punkty (115-114, 115-114, 114-116), pokonując rywala na jego terenie i zadając mu pierwszą porażkę w karierze. 3 lipca 2004 r. doszło do rewanżu z Niidą. Wenezuelczyk stracił tytuł przed walką, nie miesząc się w limicie kategorii słomkowej. Japończyk zwyciężył jednogłośnie na punkty (117-111, 117-112, 116-113), zdobywając pas. 8 listopada zmierzył się ze złotym medalistą olimpijskim z Sydney, Brahimem Asloumem. Francuz zwyciężył jednogłośnie na punkty (116-111, 116-111, 118-109), posyłając Arambuleta na deski w rundzie 9. Stawką walki był eliminator WBA w kategorii muszej. 20 maja 2006 r., Arambulet otrzymał kolejną szansę walki o mistrzostwo. Zmierzył się z Panamczykiem Roberto Vásquezem, mistrzem WBA w kategorii junior muszej. Wenezuelczyk przegrał wysoko na punkty (107-120, 110-117, 108-119), będąc liczonym w 3. rundzie. Ostatni pojedynek stoczył 28 listopada 2008 r., przegrywając przez nokaut w 1. rundzie z Luisem Concepciónem.